# عبد الرحمان بن خالفة
عبد الرحمن بن خالفة (2 يوليو 1949 في تيارت- 23 أبريل 2021 الجزائر العاصمة)
```
خبير اقتصادي 
ووزير المالية في الجزائر
 في الفترة ما بين 
14 مايو
 
2015
 
و11 يونيو
 
2016
.
[
5
]
```

توفي يوم الجمعة 23 أبريل 2021 إثر إصابته بمضاعفات فيروس كورونا.

## السيرة الذاتية

### الدراسة
حاز عبد الرحمن بن خالفة على شهادة في العلوم المالية من جامعة الجزائر كما قام بدراسات في الدكتوراه حول تسيير المؤسسة في جامعة غرينوبل الفرنسية قبل أن يقوم بتخصص في الاقتصاد الصناعي في جامعة فارسوفيا البولونية.

### الحياة المهنية
خلال مسيرته شغل عبد الرحمن بن خالفة العديد من المناصب بما في ذلك منصب مهندس مستشار في المعهد الوطني للإنتاجية والتنمية الصناعية «إينباد» إذ تم تكليفه بإجراء دراسات لفائدة مؤسسات في مجال التسيير العملياتي.
ما بين 1981 و1993 شغل منصبا ساميا في قطاع الري والتجهيز فضلا عن تعيينه سنة 1993 كمدير مركزي بوزارة الصيد والموارد الصيدية حيث ساهم في إعادة هيكلة القطاع.
وفي 2004 أصبح المفوض العام للجمعية المهنية للبنوك والمؤسسات المالية وكان كذلك عضوا في مجلس النقد والقرض ببنك الجزائر وهو منصب تقلده حتى عام 2012. وعُيِّن سنة 2005 أمينا عاما لجمعية البنوك المغاربية في دول المغرب العربي.
وفي 14 مايو 2015 عُيِّن وزيرا للمالية خلفا لمحمد جلاب وانتهت مهامه في 11 يونيو 2016.